# Tobias Bayer
Tobias Bayer (Straß im Attergau, 17 november 1999) is een Oostenrijks wielrenner die anno 2021 rijdt voor Alpecin-Fenix.

## Carrière
Bayer won het Oostenrijks kampioen tijdrijden bij de junioren in 2017 en bij de beloften in 2020. Hij eindigde als derde in de derde etappe van de Girobio 2020, waardoor hij even de leiding nam in het bergklassement van de tour. Sinds 2021 rijdt hij voor Alpecin-Fenix dat het overnam van het Oostenrijkse Tirol KTM Cycling Team.
In 2021 nam Bayer deel aan zijn eerste grote ronde, de Vuelta. Hij werkte in de sprinttrein voor zijn collega Jasper Phillipsen. In 2022 rijdt Bayer zijn 2e Grote Ronde (Giro d Italia) met kapitein Mathieu van der PoelEerder ondersteunde hij van der Poel bij de race Dwars door Vlaanderen 2022.

## Overwinningen
2017
 Oostenrijks kampioenschap veldrijden, Junioren
 Oostenrijks kampioenschap tijdrijden, Junioren
2020
 Oostenrijks kampioenschap tijdrijden, Beloften

## Resultaten in voornaamste wedstrijden
| Jaar | Ronde van Italië | Ronde van Frankrijk | Ronde van Spanje |
| ---- | ---------------- | ------------------- | ---------------- |
| 2020 |                  |                     |                  |
| 2021 |                  |                     | opgave           |
| 2022 | 100e             |                     |                  |
| 2023 |                  |                     | 141e             |
| 2024 | 96e              |                     |                  |
| 2025 |                  |                     |                  |

| Jaar | Amstel Gold Race | Luik-Bast.‑Luik | Ronde van Lombardije | Waalse Pijl |  | WK op de weg |
| ---- | ---------------- | --------------- | -------------------- | ----------- |  | ------------ |
| 2020 |                  |                 |                      |             |  | opgave       |
| 2021 |                  |                 |                      |             |  |              |
| 2022 | opgave           |                 | 84e                  |             |  | 62e          |
| 2023 | opgave           | 89e             | 119e                 | 125e        |  |              |
| 2024 |                  |                 | opgave               |             |  | opgave       |
| 2025 |                  | 119e            |                      | opgave      |  |              |

### Resultaten in kleinere rondes
| Jaar | Tour Down Under | Ronde van de Algarve | Parijs-Nice | Ronde van Catalonië | Ronde van het Baskenland | Ronde van Romandië | Critérium du Dauphiné | Ronde van Polen |
| ---- | --------------- | -------------------- | ----------- | ------------------- | ------------------------ | ------------------ | --------------------- | --------------- |
| 2020 |                 |                      |             |                     |                          |                    |                       |                 |
| 2021 |                 |                      |             |                     |                          |                    |                       |                 |
| 2022 |                 | 61e                  | 50e         |                     |                          |                    |                       | opgave          |
| 2023 |                 | 112e                 |             |                     | 88e                      | opgave             | 53e                   |                 |
| 2024 | 40e             | 49e                  |             | 111e                |                          |                    | 79e                   |                 |
| 2025 | 83e             | 58e                  | 96e         |                     |                          |                    |                       |                 |

## Ploegen
- 2018 –  Tirol Cycling Team
- 2019 –  Tirol KTM Cycling Team
- 2020 –  Tirol KTM Cycling Team
- 2021 –  Alpecin-Fenix
- 2022 –  Alpecin-Fenix
- 2023 –  Alpecin-Deceuninck
- 2024 –  Alpecin-Deceuninck
- 2025 –  Alpecin-Deceuninck

Anderson · Bayer · De Bondt · del Carmen Alvarado · De Tier · De Vreese · Dillier · Eibl · Jans · Janssens · Krieger · Leysen · Meisen · Merlier · Meurisse · Modolo · Philipsen · Pieterse · Planckaert · Richardson · Rickaert · Riesebeek · Sbaragli · Sweeck · Taminiaux · Thwaites · Tulett · Vakoč · D. van der Poel · M. van der Poel · Vergaerde · Vermeersch · Vervaeke · Vine · Walsleben
Anderson · Ballerstedt · Bax · Bayer · De Bondt · De Tier · Dillier · Gaze · Gogl · Janssens · Krieger · Leysen · Mareczko · Merlier · Meurisse · Oldani · Philipsen · Planckaert · Rickaert · Riesebeek · Sbaragli · Stannard · Taminiaux · Thwaites · Van Den Bossche · D. van der Poel · M. van der Poel · Van Keirsbulck · Vermeersch · Vermote · Vine
Ballerstedt · Bayer · Conci · De Bondt · Dillier · Gaze · Ghys · Gogl · Groves · Hermans · Janssens · Kragh Andersen · Krieger · Leysen · Mareczko · Meurisse · Oldani · Osborne · Philipsen · Planckaert · Plowright · Rickaert · Riesebeek · Sbaragli · Sinkeldam · Stannard · Taminiaux · Van Den Bossche · van der Poel  · Vermeersch
Ballerstedt · Bayer · Boven · Conci · Dillier · Gaze · Ghys · Gogl · Groves · Hermans · Hollmann · Janssens · Kielich · Kragh Andersen · Laurance · Leysen · Meurisse · Osborne · Philipsen · Planckaert · Plowright · Rickaert · Riesebeek · Sinkeldam · Uhlig · Van Den Bossche · van der Poel  · Van Tricht · Vergallito · Vermeersch
Bayer · Boven · Debruyne · Dehairs · Del Grosso · Dillier · Gaze · Ghys · Glivar · Gogl · Groves · Hermans · Hollmann · Janssens · Kielich · Meurisse · Philipsen · Planckaert · Plowright · Price-Pejtersen · Rickaert · Riesebeek · Uhlig · Van Den Bossche · van der Poel · Van Tricht · Vergallito · Vermeersch